# معبر وحشت
معبر وحشت (انگلیسی: Terror Tract) یک فیلم آنتولوژی کمدی سیاه/ترسناک آمریکایی است که در سال ۲۰۰۰ منتشر شد.

## گزیدهٔ بازیگران
- جان ریتر
- دیوید دی لوئیس
- الیسون اسمیت
- کارمینه جوویناتزو
- فردریک لنه
- وید ویلیامز
- برایان کرانستون
- برندا استرانگ
- ویل استس
- کریستال